# Tenepanigia
Tenepanigia är en ort i Mexiko.   Den ligger i kommunen Cuautempan och delstaten Puebla, i den sydöstra delen av landet, 150 km öster om huvudstaden Mexico City. Tenepanigia ligger 1 140 meter över havet och antalet invånare är 885.
Terrängen runt Tenepanigia är bergig åt sydost, men åt nordväst är den kuperad. Runt Tenepanigia är det ganska tätbefolkat, med 199 invånare per kvadratkilometer. Närmaste större samhälle är Zongozotla, 4,8 km öster om Tenepanigia. I omgivningarna runt Tenepanigia växer i huvudsak städsegrön lövskog.